# Enicurus
Genre
Enicurus est un genre d’oiseaux de la famille des Muscicapidae.

## Liste d'espèces
D'après la classification de référence (version 5.2, 2015) du Congrès ornithologique international (ordre phylogénique) :
- Enicurus scouleri – Énicure nain
- Enicurus velatus – Énicure voilé
- Enicurus ruficapillus – Énicure rousse-cape
- Enicurus immaculatus – Énicure à dos noir
- Enicurus schistaceus – Énicure ardoisé
- Enicurus leschenaulti – Énicure de Leschenault
- Enicurus borneensis – (?)
- Enicurus maculatus – Énicure tacheté